# 加乌舒斯港
加乌舒斯港是巴西马托格罗索州的一个市镇。总面积7011.545平方公里，总人口6001人，人口密度0.9人/平方公里。